# Liste von Halden im Ruhrgebiet
Die Halden im Ruhrgebiet entstanden im Ruhrgebiet vor allem als Bergehalden des Ruhrbergbaus. Man unterscheidet verschiedene Formen, die ältere ist die einfache Spitzkegelhalde, jüngere Formen weisen Terrassen auf.
Einige Halden überragen ihre Umgebung um mehr als 100 Meter und gehören zu den höchsten Erhebungen im nördlichen Ruhrgebiet. Im Besitz des Regionalverbands Ruhr befinden sich 46 Bergehalden, deren Freizeitwert häufig durch verschiedene Installationen verbessert wurde. Noch offene Halden sind meist im Besitz der aufschüttenden Bergwerke oder Gemeinden und unterliegen teilweise dem Bergrecht.
Weitere, weniger hohe Halden sind Deponien von Schlacken aus der Stahlherstellung und solche für Bauschutt oder Müll.

## Liste

### Bochum
| Halde                         | Standort | Koordinaten                 | Eigentümer/ Betreiber    | Jahr des Erwerbs | Fläche (Hektar) | Schütt- beginn | Schütt- ende | Max. Höhe | Bemerkung | Bild |
| ----------------------------- | -------- | --------------------------- | ------------------------ | ---------------- | --------------- | -------------- | ------------ | --------- | --- | ---- |
| Halde Lothringen              | Bochum   | 51° 31′ 10″ N, 7° 17′ 34″ O |                          |                  |                 |                | 1967         | 16        | Kunstwerk Über’n Ort |      |
| Deponie Marbach               | Bochum   | 51° 29′ 15″ N, 7° 11′ 13″ O | ThyssenKrupp Nirosta     |                  |                 | 2009?          |              |           | |      |
| Tippelsberg                   | Bochum   | 51° 30′ 25″ N, 7° 13′ 41″ O | Bochum                   |                  | 16              |                |              | 50        | Anhöhe als Deponie für Bau- und Bodenschutt zusätzlich aufgetragen; liegendes Steinkreuz, Stahlstelen mit Hinweisen, künstliche Fußspuren „Weg der Riesen“ |      |
| Zentralmülldeponie Kornharpen | Bochum   | 51° 29′ 4″ N, 7° 16′ 11″ O  | USB Umweltservice Bochum |                  |                 | 1978           | 2009         | 50        | Deponiegas wird im Blockheizkraftwerk Kornharpen genutzt, im Südwesten befindet sich eine 2,2 Hektar große Photovoltaikanlage                              |      |

### Bottrop
| Halde                | Standort           | Koordinaten                 | Eigentümer/ Betreiber | Jahr des Erwerbs | Fläche (Hektar) | Schütt- beginn | Schütt- ende | Max. Höhe | Bemerkung | Bild |
| -------------------- | ------------------ | --------------------------- | --------------------- | ---------------- | --------------- | -------------- | ------------ | --------- | --- | ---- |
| Halde Beckstraße     | Bottrop-Batenbrock | 51° 31′ 37″ N, 6° 57′ 36″ O | RVR                   | 1994             | 35,0            | 1969           | 1993         | 78        | Aussichtspunkt Tetraeder mit Lichtinstallation „Fraktal“, Direttsima                                           |      |
| Halde Haniel         | Bottrop            | 51° 33′ 1″ N, 6° 52′ 33″ O  |                       |                  | 120,0           |                | tw. offen    | 117       | Installation Totems von Agustín Ibarrola, Kreuzweg von Tisa von der Schulenburg, und Amphitheater (Bergarena)  |      |
| Halde Prosperstraße  | Bottrop            | 51° 31′ 27″ N, 6° 57′ 58″ O |                       |                  | 31,0            | 1963           | 1980         | 64        | Skihalle Alpincenter Bottrop mit Indoor-Skihalle, Windkanal „Indoor Skydiving“, Klettergarten, Sommerrodelbahn |      |
| Halde Schöttelheide  | Bottrop            | 51° 33′ 39″ N, 6° 53′ 21″ O | RVR                   |                  | 66,7            |                | 2018         | 90        | Die Halde wird zurzeit renaturiert und bepflanzt. Sie ist für Besucher noch nicht zugänglich.                  |      |
| Halde Welheimer Mark | Bottrop            | 51° 30′ 52″ N, 6° 57′ 59″ O |                       |                  | 11,0            |                |              | 21        | |      |

### Dortmund
| Halde                  | Standort           | Koordinaten                 | Eigentümer/ Betreiber                               | Jahr des Erwerbs | Fläche (Hektar) | Schütt- beginn | Schütt- ende | Max. Höhe | Bemerkung                                                                                   | Bild |
| ---------------------- | ------------------ | --------------------------- | --------------------------------------------------- | ---------------- | --------------- | -------------- | ------------ | --------- | ------------------------------------------------------------------------------------------- | ---- |
| Halde Am Spörkel       | Dortmund           | 51° 28′ 1″ N, 7° 25′ 22″ O  |                                                     |                  |                 |                | 1925         |           | Bergematerial wurde zum Bau der Sauerlandlinie genutzt                                      |      |
| Deusenberg             | Dortmund           | 51° 32′ 48″ N, 7° 25′ 8″ O  | Entsorgung Dortmund GmbH                            |                  | 16              |                |              | 55        | ehemalige Mülldeponie, Mountainbike-Trainingsstrecke, Blick auf die Zeche und Kokerei Hansa |      |
| Halde Dorstfeld I/IV   | Dortmund           | 51° 31′ 1″ N, 7° 24′ 42″ O  |                                                     |                  |                 |                | 1963         | 19        |                                                                                             |      |
| Halde Ellinghausen     | Dortmund           | 51° 33′ 21″ N, 6° 57′ 28″ O |                                                     |                  |                 |                |              | 15        |                                                                                             |      |
| Halde Gotthelf         | Dortmund           | 51° 28′ 15″ N, 7° 27′ 5″ O  | RVR                                                 | 1994             | 7,0             |                | 1925         | 45        | Spitzkegelhalde mit Aussichtsplattform                                                      |      |
| Deponie Grevel         | Dortmund           | 51° 34′ 8″ N, 7° 32′ 59″ O  | Stadt Dortmund                                      |                  | 36,0            |                | 1971?        | 34        | auch „Greveler Alm“ genannt                                                                 |      |
| Halde Groppenbruch     | Dortmund           | 51° 35′ 30″ N, 7° 24′ 35″ O | RVR                                                 | 2021             | 19              |                |              | 24        |                                                                                             |      |
| Halde Hacheney         | Dortmund           | 51° 28′ 24″ N, 7° 29′ 8″ O  |                                                     |                  |                 |                |              |           | Zeche Crone / Zeche Glückaufsegen                                                           |      |
| Halde Zollern          | Dortmund           | 51° 30′ 49″ N, 7° 19′ 50″ O |                                                     |                  |                 |                |              | 15        |                                                                                             |      |
| Halde Schleswig        | Dortmund-Neuasseln | 51° 31′ 17″ N, 7° 34′ 13″ O | RVR, RVR Ruhr Grün, Stadt Dortmund und ThyssenKrupp |                  | 35—40           |                |              | 45        | Auch „Asselner Alm“ genannt. Seit Juni 2024 öffentlich zugänglich.                          |      |
| Halde Tettenbachstraße | Dortmund           | 51° 34′ 11″ N, 7° 32′ 41″ O |                                                     |                  | 30,3            |                |              |           |                                                                                             |      |

### Duisburg
| Halde                    | Standort             | Koordinaten                 | Eigentümer/ Betreiber | Jahr des Erwerbs | Fläche (Hektar) | Schütt- beginn | Schütt- ende | Max. Höhe | Bemerkung | Bild |
| ------------------------ | -------------------- | --------------------------- | --------------------- | ---------------- | --------------- | -------------- | ------------ | --------- | --- | ---- |
| Alsumer Berg             | Duisburg             | 51° 29′ 51″ N, 6° 43′ 46″ O | Stadt Duisburg        |                  | 12              | 1926           | geschl.      | 48        | bekannter Standort für Industriefotografie auf die Kokerei Schwelgern und das ThyssenKrupp Stahlwerk, Gedenkkreuz für den ehemaligen Ort Alsum, drei Aussichtsplateaus mit Panoramatafeln |      |
| Heinrich-Hildebrand-Höhe | Duisburg-Angerhausen | 51° 22′ 33″ N, 6° 44′ 13″ O | Duisburg              |                  | 14,0            | 1905           | 2008         | 35        | Großskulptur „Tiger & Turtle – Magic Mountain“, Angerpark |      |
| Wolfsberg                | Duisburg             | 51° 22′ 51″ N, 6° 48′ 12″ O | Stadt Duisburg        |                  | 6,0             |                |              | 28        | Trümmer- und Schutthalde, Spitzkegel mit Aussichtsturm |      |
| Rockelsberghalde         | Duisburg             | 51° 25′ 4″ N, 6° 43′ 16″ O  | Stadt Duisburg        |                  | 14,0            |                |              | 38        | Landschaftsbauwerk aus Schlacke mit Gabionen |      |

### Essen
| Halde                 | Standort | Koordinaten                | Eigentümer/ Betreiber | Jahr des Erwerbs | Fläche (Hektar) | Schütt- beginn | Schütt- ende | Max. Höhe | Bemerkung                                                              | Bild |
| --------------------- | -------- | -------------------------- | --------------------- | ---------------- | --------------- | -------------- | ------------ | --------- | ---------------------------------------------------------------------- | ---- |
| Halde Eickwinkel      | Essen    | 51° 30′ 57″ N, 7° 1′ 44″ O | RVR                   | 1987             | 8               |                |              | 27        |                                                                        |      |
| Halde Zollverein 1/2  | Essen    | 51° 29′ 23″ N, 7° 2′ 53″ O | RVR                   | 1988             | 3,8             | 1848           |              | 19        | sehr kleine, bewaldete Halde direkt neben Zollverein, nicht zugänglich |      |
| Bergehalde Zollverein | Essen    | 51° 29′ 4″ N, 7° 2′ 26″ O  | RVR                   |                  |                 | 1848           |              | 17        | Skulpturenpark Zollverein                                              |      |
| Schurenbachhalde      | Essen    | 51° 30′ 43″ N, 7° 1′ 5″ O  | RVR                   | 1999             | 50              |                | 1990?        | 57        | Kunstwerk Bramme für das Ruhrgebiet von Richard Serra                  |      |

### Gelsenkirchen
| Halde                         | Standort               | Koordinaten                | Eigentümer/ Betreiber | Jahr des Erwerbs | Fläche (Hektar) | Schütt- beginn | Schütt- ende | Max. Höhe | Bemerkung                                                     | Bild |
| ----------------------------- | ---------------------- | -------------------------- | --------------------- | ---------------- | --------------- | -------------- | ------------ | --------- | ------------------------------------------------------------- | ---- |
| Halde Oberscholven            | Gelsenkirchen-Scholven | 51° 36′ 15″ N, 7° 0′ 52″ O |                       |                  | 35,8            | 1966           | 1987         | 137       | höchste Halde des Ruhrgebiets, Trinkwasserbehälter im Inneren |      |
| Halde Zollverein 4/11         | Gelsenkirchen          | 51° 30′ 33″ N, 7° 3′ 32″ O | RVR                   | 1991, 2003       | 36,0            | 1848           |              | 46        | Trainingsstrecke für Traber                                   |      |
| Halde Wilhelmine Victoria 2/3 | Gelsenkirchen          | 51° 31′ 7″ N, 7° 3′ 12″ O  |                       |                  | 3,7             |                |              | 18        |                                                               |      |
| Halde Rheinelbe               | Gelsenkirchen          | 51° 29′ 10″ N, 7° 6′ 40″ O | RVR                   | 2009             | 15              |                | 1999         | 48        | Spiralber mit Himmelstreppe, Skulpturenwald, brennende Halde  |      |
| Halde Rungenberg              | Gelsenkirchen          | 51° 33′ 43″ N, 7° 2′ 28″ O | RVR                   | 2021             | 64              |                |              | 77        | Treppe, Lichtinstallation Nachtzeichen, Schienenplateau       |      |
| Halde Scholver Feld           | Gelsenkirchen-Scholven | 51° 37′ 6″ N, 7° 1′ 19″ O  | RVR                   | 2021             | 34,1            |                |              | 55        |                                                               |      |

### Hamm
| Halde                                         | Standort    | Koordinaten                 | Eigentümer/ Betreiber | Jahr des Erwerbs | Fläche (Hektar) | Schütt- beginn | Schütt- ende | Max. Höhe | Bemerkung | Bild |
| --------------------------------------------- | ----------- | --------------------------- | --------------------- | ---------------- | --------------- | -------------- | ------------ | --------- | --- | ---- |
| Halde Schacht Franz Nord                      | Hamm        | 51° 40′ 6″ N, 7° 44′ 56″ O  |                       |                  |                 |                |              |           | Landmarke in Form eines orangefarbenen Aussichtsturms (Motto Halde5), eröffnet 2016                                                                       |      |
| Halde Humbert (auch Kissinger Höhe 2 genannt) | Hamm        | 51° 39′ 27″ N, 7° 45′ 22″ O | RVR                   | 2021             | 38              | 1920er         | 2005         | 43        | Landmarke in Form eines orangefarbenen Aussichtsturms (Motto Halde5)                                                                                      |      |
| Kissinger Höhe                                | Hamm        | 51° 39′ 31″ N, 7° 45′ 53″ O | RVR                   | 2001             | 46              | 1974           | 1998         | 60        | Landschaftsbauwerk mit insgesamt drei Gipfeln, Landmarke in Form eines orangefarbenen Aussichtsturms (Motto Halde5), Nordic Walking Park, Bergbaulehrpfad |      |
| Halde Radbod Ost                              | Hamm        | 51° 41′ 0″ N, 7° 45′ 11″ O  |                       |                  | 30,3            |                |              | 30        | Landmarke in Form eines orangefarbenen Aussichtsturms (Motto Halde5)                                                                                      |      |
| Halde Radbod Ost Erweiterung                  | Hamm        | 51° 41′ 4″ N, 7° 45′ 32″ O  |                       |                  | 13,5            |                |              | 29        | |      |
| Halde Sachsen                                 | Hamm        | 51° 42′ 19″ N, 7° 48′ 58″ O | RVR                   | 2000             | 15,0            |                |              | 35        | 8 m hohes Sachsenkreuz mit Motivplatten, Windzeiger, insgesamt drei Gipfel                                                                                |      |
| Halde Sundern                                 | Hamm-Pelkum | 51° 38′ 38″ N, 7° 44′ 26″ O |                       |                  | 58,0            |                |              | 50        | kombiniertes Kraftwerk aus Windkraft und Pumpspeicher geplant                                                                                             |      |

### Herne
| Halde             | Standort       | Koordinaten                 | Eigentümer/ Betreiber | Jahr des Erwerbs | Fläche (Hektar) | Schütt- beginn | Schütt- ende | Max. Höhe | Bemerkung | Bild                                        |
| ----------------- | -------------- | --------------------------- | --------------------- | ---------------- | --------------- | -------------- | ------------ | --------- | --- | ------------------------------------------- |
| Halde Constantin  | Herne          | 51° 31′ 22″ N, 7° 14′ 45″ O | RVR                   |                  | 4,0             | 1893           | 1955         | 7         | Die Halde ist in die Landschaft integriert und war bis zum letzten Sturm (Ela) vollständig überwachsen |                                             |
| Halde Dürerstraße | Herne          | 51° 31′ 12″ N, 7° 9′ 25″ O  |                       |                  |                 |                |              | 34        | Halde der ehemaligen Zeche Pluto 1/4 | Aufstieg zur Halde                          |
| Halde Königsgrube | Herne          | 51° 30′ 34″ N, 7° 9′ 43″ O  | RVR                   | 1987             | 5               |                |              | 16        | |                                             |
| Halde Mont Cenis  | Herne-Sodingen | 51° 32′ 24″ N, 7° 15′ 18″ O | RVR                   | 1989             | 7               |                |              | 24        | Ehemalige Halde der Zeche Mont Cenis, das Material wurde im Rahmen der Umgestaltung zur Einebnung auf dem gesamten Zechengelände verteilt. 1999 wurde die auf dem Gelände errichtete Akademie Mont-Cenis eingeweiht. Dazu kamen das Oval um die Akademie, ein Einkaufszentrum mit Geschäften und Wohnungen sowie mehrere Wohngebäude, eine kleine Siedlung mit Reihenhäusern und Gebäude für betreutes Wohnen. | Bild von 1977                               |
| Halde Pluto       | Herne          | 51° 32′ 7″ N, 7° 8′ 19″ O   | RVR                   | 2010             | 12,6            |                |              | 38        | Zum Naturschutzgebiet umgestaltete Bergehalde im Westen der Stadt Herne, mit Aussichtskanzel | Aussichtskanzel auf der Halde Pluto-Wilhelm |
| Halde Voßnacken   | Herne          | 51° 33′ 8″ N, 7° 15′ 17″ O  | RVR                   | 1988             | 10,8            |                |              | 18        | Feuchtbiotop, Naturschutzgebiet, nicht zugänglich |                                             |

### Oberhausen
| Halde             | Standort            | Koordinaten                 | Eigentümer/ Betreiber | Jahr des Erwerbs | Fläche (Hektar) | Schütt- beginn | Schütt- ende | Max. Höhe | Bemerkung                                                               | Bild |
| ----------------- | ------------------- | --------------------------- | --------------------- | ---------------- | --------------- | -------------- | ------------ | --------- | ----------------------------------------------------------------------- | ---- |
| Halde Am Ruhrufer | Oberhausen-Alstaden | 51° 27′ 33″ N, 6° 48′ 55″ O |                       |                  |                 |                |              |           | Halde hatte sich selbst entzündet, wurde abgetragen, heute Feuchtbiotop |      |
| Knappenhalde      | Oberhausen          | 51° 28′ 57″ N, 6° 52′ 43″ O |                       |                  |                 | 1857           | ca. 1950     | 60        | Aussichtsturm, höchste Erhebung von Oberhausen                          |      |
| Solbadhalde       | Oberhausen-Alstaden | 51° 27′ 3″ N, 6° 50′ 4″ O   | RVR                   | 1988             | 3,7             |                |              | 12        | eigentlich Halde Alstaden                                               |      |

### Kreis Recklinghausen

#### Castrop-Rauxel
| Halde          | Standort       | Koordinaten                 | Eigentümer/ Betreiber | Jahr des Erwerbs | Fläche (Hektar) | Schütt- beginn | Schütt- ende | Max. Höhe | Bemerkung                                                                                               | Bild |
| -------------- | -------------- | --------------------------- | --------------------- | ---------------- | --------------- | -------------- | ------------ | --------- | --- | ---- |
| Halde Schwerin | Castrop-Rauxel | 51° 32′ 46″ N, 7° 20′ 13″ O | RVR                   | 1989             | 15,8            |                | 1983         | 42        | Landmarke „Sonnenuhr“, „Geokreuz“, „Wassertempel“, „Sinus Pergola“, höchste Erhebung von Castrop-Rauxel |      |

#### Datteln
| Halde               | Standort | Koordinaten                | Eigentümer/ Betreiber | Jahr des Erwerbs | Fläche (Hektar) | Schütt- beginn | Schütt- ende | Max. Höhe | Bemerkung | Bild |
| ------------------- | -------- | -------------------------- | --------------------- | ---------------- | --------------- | -------------- | ------------ | --------- | --------- | ---- |
| Halde Emscher Lippe | Datteln  | 51° 39′ 7″ N, 7° 21′ 11″ O |                       |                  | 15,5            |                |              | 10        |           |      |

#### Dorsten
| Halde            | Standort | Koordinaten               | Eigentümer/ Betreiber | Jahr des Erwerbs | Fläche (Hektar) | Schütt- beginn | Schütt- ende | Max. Höhe | Bemerkung | Bild |
| ---------------- | -------- | ------------------------- | --------------------- | ---------------- | --------------- | -------------- | ------------ | --------- | --------- | ---- |
| Halde Im Hürfeld | Dorsten  | 51° 39′ 15″ N, 7° 1′ 8″ O |                       |                  | 104,0           |                |              |           |           |      |

#### Gladbeck
| Halde             | Standort | Koordinaten                 | Eigentümer/ Betreiber | Jahr des Erwerbs | Fläche (Hektar) | Schütt- beginn | Schütt- ende | Max. Höhe | Bemerkung | Bild                       |
| ----------------- | -------- | --------------------------- | --------------------- | ---------------- | --------------- | -------------- | ------------ | --------- | --- | -------------------------- |
| Halde 19          | Gladbeck | 51° 32′ 4″ N, 7° 0′ 1″ O    | RVR                   | 1987             | 10              |                |              | 34        | Seilscheibe, „Braucker Alpen“                                                                                   |                            |
| Halde 22          | Gladbeck | 51° 32′ 28″ N, 6° 59′ 52″ O | RVR                   | 2001             | 23              |                |              | 24        | Naturschutzgebiet, „Braucker Alpen“                                                                             |                            |
| Halde Ellinghorst | Gladbeck | 51° 33′ 35″ N, 7° 25′ 35″ O |                       |                  | 22,0            | 1950           | 1975         | 5         | ehemalige Mülldeponie, heute Naturschutzgebiet                                                                  |                            |
| Halde Graf Moltke | Gladbeck | 51° 33′ 4″ N, 6° 59′ 24″ O  | RVR                   | 2021             | 6               |                | 1971?        | 34        | brennende Halde                                                                                                 |                            |
| Halde Rheinbaben  | Gladbeck | 51° 32′ 58″ N, 6° 57′ 34″ O | RVR                   | 1986             | 23              |                | 1967         | 24        | heute Naturschutzgebiet und Forschungsobjekt (Vergleich zwischen spontaner Begrünung und rekultivierten Halden) |                            |
| Mottbruchhalde    | Gladbeck | 51° 32′ 44″ N, 6° 59′ 36″ O | RVR                   | 2021             | 65              |                | 1969         | 47        | | Mottbruchhalde in Gladbeck |

#### Herten
| Halde             | Standort                | Koordinaten                | Eigentümer/ Betreiber | Jahr des Erwerbs | Fläche (Hektar) | Schütt- beginn | Schütt- ende | Max. Höhe | Bemerkung | Bild |
| ----------------- | ----------------------- | -------------------------- | --------------------- | ---------------- | --------------- | -------------- | ------------ | --------- | --- | ---- |
| Halde Hoheward    | Herten / Recklinghausen | 51° 34′ 1″ N, 7° 10′ 1″ O  | RVR                   | 2004             | 170             |                | 2012         | 111       | Horizontobservatorium (zurzeit wegen Konstruktionsschäden eingezäunt) und Sonnenuhr mit Obelisk, Drachenbrücke, Balkonpromenade (6 km) mit zehn „Balkonen“ mit Panoramablick ins Ruhrgebiet, Mountainbikestrecke |      |
| Halde Hoppenbruch | Herten                  | 51° 33′ 43″ N, 7° 9′ 11″ O | RVR                   |                  | 77,9            |                |              | 69        | Windkraftanlage, Infoskulpturen zum Thema Wind |      |

#### Marl
| Halde                             | Standort      | Koordinaten                | Eigentümer/ Betreiber | Jahr des Erwerbs | Fläche (Hektar) | Schütt- beginn | Schütt- ende | Max. Höhe | Bemerkung   | Bild |
| --------------------------------- | ------------- | -------------------------- | --------------------- | ---------------- | --------------- | -------------- | ------------ | --------- | ----------- | ---- |
| Halde Brassert I/II               | Marl-Brassert | 51° 39′ 57″ N, 7° 4′ 52″ O | RVR                   | 1999             |                 |                |              |           |             |      |
| Halde Brassert III (Lipper-Höhe)  | Marl-Brassert | 51° 40′ 50″ N, 7° 4′ 7″ O  | RVR                   | 1999             | 36,9            | 1955           | 1992         | 54        | Gipfelkreuz |      |
| Halde Brinkfortsheide             | Marl          | 51° 40′ 16″ N, 7° 8′ 29″ O |                       |                  | 124,0           |                |              |           |             |      |
| Halde Brinkfortsheide Erweiterung | Marl          | 51° 40′ 49″ N, 7° 9′ 3″ O  |                       |                  |                 |                |              |           |             |      |

#### Oer-Erkenschwick
| Halde                   | Standort         | Koordinaten                 | Eigentümer/ Betreiber | Jahr des Erwerbs | Fläche (Hektar) | Schütt- beginn | Schütt- ende | Max. Höhe | Bemerkung                                                                                         | Bild |
| ----------------------- | ---------------- | --------------------------- | --------------------- | ---------------- | --------------- | -------------- | ------------ | --------- | ------------------------------------------------------------------------------------------------- | ---- |
| Halde Ewald Fortsetzung | Oer-Erkenschwick | 51° 38′ 46″ N, 7° 15′ 46″ O | RVR                   | 2007             | 16              |                | 2007         | 55        | Plateau mit Sitzquadern („grünes Klassenzimmer“), Installation auf dem Haldenkopf noch in Planung |      |

#### Recklinghausen
| Halde                      | Standort                          | Koordinaten                 | Eigentümer/ Betreiber | Jahr des Erwerbs | Fläche (Hektar) | Schütt- beginn | Schütt- ende | Max. Höhe | Bemerkung                                                                                                 | Bild |
| -------------------------- | --------------------------------- | --------------------------- | --------------------- | ---------------- | --------------- | -------------- | ------------ | --------- | --- | ---- |
| Halde General Blumenthal   | Recklinghausen                    | 51° 36′ 7″ N, 7° 12′ 36″ O  | RVR                   | 1988             | 8,9             |                |              | 17        | |      |
| Halde General Blumenthal 8 | Recklinghausen / Oer-Erkenschwick | 51° 39′ 7″ N, 7° 12′ 3″ O   |                       |                  | 19,1            |                |              |           | |      |
| Halde Neue Suderwicher Alm | Recklinghausen Suderwich          | 51° 36′ 19″ N, 7° 15′ 13″ O |                       |                  |                 |                |              |           | Landschaftsbauwerk, oben das Objekt Utkiek eine offene Halle, von der es eine weitreichende Aussicht gibt |      |
| Halde Suderwicher Alm      | Recklinghausen Suderwich          | 51° 36′ 25″ N, 7° 15′ 15″ O |                       |                  |                 |                |              |           | Tafelberghalde, 4 Terrassen, oben flach                                                                   |      |

#### Waltrop
| Halde                | Standort | Koordinaten                | Eigentümer/ Betreiber | Jahr des Erwerbs | Fläche (Hektar) | Schütt- beginn | Schütt- ende | Max. Höhe | Bemerkung                                              | Bild |
| -------------------- | -------- | -------------------------- | --------------------- | ---------------- | --------------- | -------------- | ------------ | --------- | ------------------------------------------------------ | ---- |
| Halde Brockenscheidt | Waltrop  | 51° 37′ 0″ N, 7° 25′ 16″ O | Waltrop               |                  | 6,0             | 1905           | 1985         | 24        | Spurwerkturm von Jan Bormann, Kreuzweg von Paul Reding |      |

### Kreis Unna

#### Bergkamen
| Halde             | Standort  | Koordinaten                 | Eigentümer/ Betreiber | Jahr des Erwerbs | Fläche (Hektar) | Schütt- beginn | Schütt- ende | Max. Höhe | Bemerkung | Bild |
| ----------------- | --------- | --------------------------- | --------------------- | ---------------- | --------------- | -------------- | ------------ | --------- | --- | ---- |
| Halde Großes Holz | Bergkamen | 51° 37′ 29″ N, 7° 36′ 56″ O | RVR                   | 2006             | 132             |                | 2011         | 97        | 2005 noch als brennende Halde geführt, Korridorpark mit Aussichtsplattform Bastion 2009 eröffnet, Aldener Höhe mit Lichtinstallation „Impuls“, Blaue Leuchttürme, Korridorpark, Baum- und Gräserplateau, Staudenband, Naturarena, Windebene |      |
| Halde Monopol     | Bergkamen | 51° 37′ 44″ N, 7° 37′ 21″ O | RVR                   | 1988             | 16              |                |              | 41        | |      |

#### Lünen
| Halde                        | Standort     | Koordinaten                 | Eigentümer/ Betreiber | Jahr des Erwerbs | Fläche (Hektar) | Schütt- beginn | Schütt- ende | Max. Höhe | Bemerkung                                                   | Bild |
| ---------------------------- | ------------ | --------------------------- | --------------------- | ---------------- | --------------- | -------------- | ------------ | --------- | ----------------------------------------------------------- | ---- |
| Halde Elsa-Brändström-Straße | Lünen        | 51° 35′ 17″ N, 7° 25′ 23″ O | RVR                   | 2021             | 25,3            |                | 1992         | 45        | auch Halde Minister Achenbach I/II genannt, Windkraftanlage |      |
| Halde Minister Achenbach     | Lünen        | 51° 36′ 27″ N, 7° 27′ 7″ O  | RVR                   | 1988             | 13              |                |              | 55        |                                                             |      |
| Preußenhalde                 | Lünen        | 51° 35′ 48″ N, 7° 32′ 20″ O | RVR                   | 1994             | 12              | 1875           | 1925         | 17        |                                                             |      |
| Halde Viktoria Westhalde     | Lünen        | 51° 36′ 43″ N, 7° 32′ 7″ O  | RVR                   |                  | 20,1            |                |              | 25        |                                                             |      |
| Halde Viktoria 3/4           | Lünen Gahmen | 51° 35′ 17″ N, 7° 30′ 58″ O | RVR                   |                  | 20,5            |                |              | 30        | Bikeanlagen und ein Aktivhang für Fußgänger                 |      |

### Kreis Wesel

#### Dinslaken
| Halde               | Standort  | Koordinaten                 | Eigentümer/ Betreiber | Jahr des Erwerbs | Fläche (Hektar) | Schütt- beginn | Schütt- ende | Max. Höhe | Bemerkung       | Bild |
| ------------------- | --------- | --------------------------- | --------------------- | ---------------- | --------------- | -------------- | ------------ | --------- | --------------- | ---- |
| Halde Gärtnerbecken | Dinslaken | 51° 34′ 18″ N, 6° 45′ 48″ O | RVR                   | 1983             | 39              |                |              | 39        |                 |      |
| Halde Lohberg Nord  | Dinslaken | 51° 35′ 18″ N, 6° 46′ 20″ O | RVR                   | 2021             | 73,5            |                | 1996         | 85        | Windkraftanlage |      |
| Halde Wehofen-Ost   | Dinslaken | 51° 32′ 23″ N, 6° 45′ 57″ O |                       |                  | 22,4            |                |              |           |                 |      |

#### Hünxe
| Halde                          | Standort | Koordinaten                 | Eigentümer/ Betreiber | Jahr des Erwerbs | Fläche (Hektar) | Schütt- beginn | Schütt- ende | Max. Höhe | Bemerkung                                             | Bild |
| ------------------------------ | -------- | --------------------------- | --------------------- | ---------------- | --------------- | -------------- | ------------ | --------- | ----------------------------------------------------- | ---- |
| Halde Lohberg Nord Erweiterung | Hünxe    | 51° 35′ 50″ N, 6° 46′ 20″ O |                       |                  | 81,0            |                |              |           | Seit 2018 stehen auf der Halde drei Windkraftanlagen. |      |

#### Kamp-Lintfort
| Halde           | Standort      | Koordinaten                | Eigentümer/ Betreiber | Jahr des Erwerbs | Fläche (Hektar) | Schütt- beginn | Schütt- ende | Max. Höhe | Bemerkung | Bild |
| --------------- | ------------- | -------------------------- | --------------------- | ---------------- | --------------- | -------------- | ------------ | --------- | --------- | ---- |
| Halde Rossenray | Kamp-Lintfort | 51° 31′ 33″ N, 6° 34′ 3″ O |                       |                  | 39,0            |                |              |           |           |      |

#### Moers
| Halde               | Standort | Koordinaten                 | Eigentümer/ Betreiber | Jahr des Erwerbs | Fläche (Hektar) | Schütt- beginn | Schütt- ende | Max. Höhe | Bemerkung                                    | Bild |
| ------------------- | -------- | --------------------------- | --------------------- | ---------------- | --------------- | -------------- | ------------ | --------- | -------------------------------------------- | ---- |
| Halde Kohlenhuck    | Moers    | 51° 30′ 48″ N, 6° 36′ 17″ O |                       |                  | 88,8            |                |              |           |                                              |      |
| Halde Lohmannsheide | Moers    | 51° 28′ 37″ N, 6° 39′ 44″ O |                       |                  | 37,5            |                |              |           |                                              |      |
| Halde Pattberg      | Moers    | 51° 29′ 47″ N, 6° 35′ 23″ O | RVR                   | 1997             | 41              | 1962           | 1982?        | 67        | Gipfelkreuz, Gipfelplateau mit Panoramatafel |      |
| Halde Rheinpreußen  | Moers    | 51° 28′ 43″ N, 6° 39′ 1″ O  | RVR                   | 2001             | 51              |                |              | 80        | Kunstwerk und Aussichtsturm Geleucht         |      |

#### Neukirchen-Vluyn
| Halde                 | Standort         | Koordinaten                | Eigentümer/ Betreiber | Jahr des Erwerbs | Fläche (Hektar) | Schütt- beginn | Schütt- ende | Max. Höhe | Bemerkung | Bild |
| --------------------- | ---------------- | -------------------------- | --------------------- | ---------------- | --------------- | -------------- | ------------ | --------- | --- | ---- |
| Halde Norddeutschland | Neukirchen-Vluyn | 51° 28′ 13″ N, 6° 34′ 1″ O | RVR                   | 2002             | 94              |                | 2001         | 77        | Landmarke mit Lichtinstallation, Kunstwerk Hallenhaus, Himmelstreppe, Bergarema mit Thingplatz, Luft- und Trendsport wie Paragliding, Drachen- und Modellflieger |      |

### Kreis Unna

#### Werne
| Halde           | Standort          | Koordinaten                 | Eigentümer/ Betreiber | Jahr des Erwerbs | Fläche (Hektar) | Schütt- beginn | Schütt- ende | Max. Höhe | Bemerkung | Bild |
| --------------- | ----------------- | --------------------------- | --------------------- | ---------------- | --------------- | -------------- | ------------ | --------- | --------- | ---- |
| Halde Werne 1/2 | Werne / Lünen     | 51° 39′ 24″ N, 7° 38′ 41″ O | RVR                   | 2010             | 9               |                |              | 21        |           |      |
| Halde Werne III | Werne / Bergkamen | 51° 38′ 30″ N, 7° 39′ 16″ O | RVR                   | 1991             | 8               |                |              | 16        |           |      |